# Pedro Álvarez de Vega
Pedro Álvarez de Vega, Conde de Grajal foi Vice-rei de Navarra. Exerceu o vice-reinado de Navarra entre 1698 e 1699. Antes dele o cargo foi exercido por Juan Carlos de Batevile. Seguiu-se-lhe Domingo Pignatelli y Vagher.